# Équipement et pouvoirs de Spider-Man
Cet article concerne l'équipement et les pouvoirs de Spider-Man, super-héros appartenant à l'univers de fiction de Marvel Comics.

## Équipement

### Lance-toiles
Le lance-toiles (qui ressemble à une toile d'araignée) est un attribut de Spider-Man. Ce super héros apparaît pour la première fois en 1962 dans le comic book Amazing Fantasy #15. Peter Parker crée dès ce premier numéro son costume, doté de la capacité de produire et lancer une substance ressemblant à une toile d'araignée. Le costume est modifié par la suite ; notamment, la toile ne sort plus par les poignets du super-héros, mais par le dessus de ses mains.
Pendant la saga Spider-Man : l'autre, Peter Parker, à l’issue d’un combat avec le vampire Morlun, meurt des suites de ses blessures. Son côté araignée se réveille alors, et Peter se retrouve dans un cocon similaire à celui qu'utilisent les araignées pour leur mue. À sa sortie, il a un corps neuf, vierge de toute cicatrice, et ses pouvoirs sont considérablement amplifiés. Après cet événement, Peter découvre qu’il fabrique sa toile de façon naturelle, et qu’il n’a plus besoin de ses lance-toiles mécaniques. Aucune explication n'est fournie à ce nouveau pouvoir.
L'arc narratif Brand New Day est surtout lié au souhait de Marvel de rendre Spider-Man plus proche du personnage des débuts, avec un Peter Parker désargenté, immature et qui vit encore chez sa tante May. De cette volonté de retour aux sources découle sans doute le retour des lance-toiles mécaniques.
Les lance-toiles suscitent la curiosité des fans depuis leur apparition. Le fantasme de pouvoir avoir un jour un tel système perdure même depuis longtemps, étant donné que les scientifiques, malgré leurs efforts, n'ont toujours pas réussi à percer complètement le mystère de la toile d'araignée et à la synthétiser.
Conscient de l'engouement des fans pour cet accessoire, les studios Sony ont publié des photographies montrant le mécanisme des lance-toiles du film The Amazing Spider-Man. Il existe de nombreuses vidéos et sites de fans montrant comment ils ont créé leurs propres lance-toiles et expliquant en détail la marche à suivre. Les fabricants de jouets ne se sont pas trompés sur l'engouement suscité par la capacité de Spider-Man à tisser des toiles, auprès des enfants comme des fans plus âgés. Ainsi, à l'occasion de la sortie des films, la société Hasbro commercialise des jouets reproduisant le principe des lance-toiles. Le pack se compose d'un gant et d'une bonbonne qui se fixe au système de gâchette et qui permet de projeter des serpentins ressemblant à la toile de l'homme-araignée.

## Caméra
Peter Parker cherchait désespérément un emploi pour soutenir sa tante, May Parker, à la suite de la mort de son oncle, Ben Parker. May donna à Peter un appareil photo qui appartenait auparavant à Ben et Peter décida de l’utiliser comme photographe indépendant, avec quelques modifications, comme un viseur à portée automatique et un déclencheur détectant le mouvement. Naturellement, Peter se spécialisa dans les photos de Spider-Man. Peter place habituellement son appareil photo dans un lieu stratégique avant une altercation, le programmant pour prendre une photo chaque fois qu’il passe devant lui ou pour prendre des photos automatiques depuis sa ceinture. Ces photos sont de faible qualité, mais le Daily Bugle saute presque toujours sur elles.

### Camera automatique
L'appareil photo de Spidey a appartenu à son père, Richard Parker. L'appareil photo est automatisé pour prendre des photos lorsque le mouvement se produit en face d'elle. Cela semble une caractéristique assez sophistiquée pour les appareils photo de l'époque des débuts de Spider-Man, mais pourrait s'expliquer par le fait que Richard et Mary Parker ont révélé être d'anciens espions américain. 
Essentiellement, l'utilisation réelle est d'intimider les méchants avant de commencer un combat. À l'occasion, il a été utilisé pour demander de l'aide, ou comme source de lumière un peu irréaliste lors de l'utilisation dans l'obscurité. Lors de son emploi au Laboratoire Horizon, Peter a amélioré sa ceinture utilitaire qui peut dès lors tenir des cartouches de différents types de sangle. Il a aussi doté son Spider-signal d'un réglage de la lumière UV pour l'analyse médico-légale.

## Costumes

### Rouge et bleu
Peter a fabriqué son premier costume avec des vieux collants récupérés à l'école de danse à côté de son lycée. Dans un premier temps, ce costume coloré rouge et bleu était fait pour participer à un championnat de catch en dissimulant son identité. Par la suite, après son succès lors du combat de catch, il va plus loin dans l'élaboration de son costume. Il lui donne sa couleur bleu et rouge, à l'image de l'araignée radioactive qui l'a piqué. Son costume lui colle parfaitement à la peau et est conçu d'une matière plus résistante.

### Noir
Ce costume était au départ un symbiote trouvé sur une autre planète par Spider-Man. Il pouvait changer de forme et se transformer en n'importe quel habit. Plus tard, Peter se rendit compte que son nouveau costume était maléfique. Il s'en débarrassa en croyant l'avoir tué mais celui-ci n'était pas mort car ce sera le costume de Venom. Ensuite, Peter tissa un costume noir ressemblant parfaitement à l'ancien symbiote mais qui n'était pas maléfique. Le costume était tout noir avec une Araignée blanche sur son torse et son dos.

### Le costume de Ben Reilly
Pendant la saga du clone, Ben Reilly porte pendant un temps le costume de Spider-Man.

### Le costumeIron Spider
Iron Spider est une armure dotée de trois bras fabriquée par Tony Stark qui l'a offerte à Spider-Man. Dans l'univers cinématographique Marvel, Tony le lui offre à la fin de Spider-Man: Homecoming lorsqu'il lui propose de rejoindre les Vengeurs.

### Costume furtif
Le costume de discrétion, également surnommé le Big Time Suit, est un costume de Spider-Man créé dans les Laboratoires Horizon par Peter Parker. Comme le dit la Chatte noire, ce nouvel accoutrement ressemble à une publicité pour le film Tron.
Après une bataille avec le nouveau Super-Bouffon dans The Amazing Spider-Man # 649 et # 650, Peter développe ce qui costume utilise des nouvelles technologies. où il commence à porter dans The Amazing Spider-Man # 650 dans le cadre de l'arc narratif Big Time . Le costume comporte un « maillage omni-harmonique », basé sur une des théories de Henry Pym, qui agit à la fois sur la lumière et le son pour rendre Spider-Man pratiquement impossible à repérer.
Le costume furtif dispose de deux modes. Le premier, le mode vert camouflage, transforme les lumières du costume en vert fluorescent et lui donne la capacité d'être invisible aux moyens visuels et sonores à l'exception de certaines lentilles et les fréquences de manière, ce qui permet à des alliés peuvent le voir et communiquer avec Spider-Man. La seule personne à disposer de ces appareils est la Chatte noire. Les couleurs vertes sur le costume sont à l'avantage de celui qui a besoin de le voir (tout en portant l'objectif), avec lui-même, autrement il est invisible à ses propres yeux. Le second mode, le mode rouge anti-sonore, transforme les lumières sur son costume en rouge, et peut annuler toutes les attaques soniques basés sur sa personne. Un effet secondaire de ceci est que cela perturbe toute tentative de communiquer par le son avec Peter et vice versa. Selon ce principe, Peter a développé de nouvelles technologie de casque léger et des écouteurs de réduction du bruit dans le cadre de son travail chez Horizon.
Le costume comprend également un nouveau type d'arme au fonctionnement et à la forme semblables aux Spider-traceurs, mais créé à partir d' « anti-métal » (aussi connu comme le vibranium de l'Antarctique), qui peut être tiré du haut de son poignet sur des objets de métal, ce qui les fait se dissoudre. Peter peut apparemment transporter un grand nombre de ces nouvelles araignées anti-métal sans que cela ne lui cause préjudice ni perturbe ses lance-toile. 
Après avoir été prêté à Kaine pour lutter contre la reine dans l'arc Spider-island, la combinaison s'est révélée efficace, car elle a permis à Kaine d'être immunisé contre les attaques soniques de la Reine. Le costume furtif est resté en possession de Kaine car Madame Web lui a conseillé de la garder. Cependant, cette dernière l'a altéré de sorte qu'il est verrouillé en permanence en mode rouge comme un moyen de perpétuer la nouvelle identité de Kaine comme Scarlet spider.

### Superior Spider-Man
Quand Otto Octavius échange son corps avec celui de Peter Parker, dans Amazing Spider-Man #700 (Sentiments et Souvenirs), il reprend le rôle de Peter comme Spider-Man. Il décide d'ajouter des améliorations techniques dans l'équipement de Spider-Man.
Le premier costume d'Octavius comme Spider-Man supérieur est une refonte mineure du costume rouge et bleu d'origine rouge. Le costume est un peu plus sombre avec un motif d'araignée plus imposante sur le dos, et les bottes sont façonnées comme des chaussures Jika-tabi. Les lentilles du masque sont construites dans le système d'affichage tête haute, avec fonction polarisante, et sont capables de suivre les signatures énergétiques. Jusqu'ici Octavius a démontré que les lentilles sont capables de suivre la signature magnétique du harnais de vol du Vautour. Octavius a ajouté quelques placages de carbonadium pour éviter tout risque d'échanges des esprits. Les gants et les bottes sont équipés de griffes. Les griffes peuvent également injecter des nano-traceurs GPS avec systèmes d'écoute.
Le deuxième costume d'Octavius comme Spider-Man supérieur est un changement plus important du costume précédent, qui doit démontrer qu'il n'est plus lié à Parker. Le costume est majoritairement noir et rouge. Il possède un grand nombre de caractéristiques du précédent, mais avec plusieurs améliorations et de nouveaux équipements. La caractéristique la plus marquante de cette combinaison consiste en quatre bras mécaniques d'araignée qui s'inspirent de l'armure Iron spider et des bras mécaniques du Docteur Octopus. Ils sont stockés dans le dos du costume dans un sac à dos ; ce sac à dos peut également être utilisé pour conserver les vêtements civils d'Octavius. Les gants ont des griffes plus grandes que l'ancien costume. Les bras sont assez pointus et leur force est assez grande pour qu'Octavius puisse soulever une limousine au-dessus de sa tête. Le costume à aussi des fonctionnalités intégrées avec des communicateurs sur le poignet qui lui permettent de communiquer à la fois avec son armée de Spiderlings et ses Spider-Bots. Les nano-traceurs ont été améliorés de sorte qu'ils peuvent maintenant exploser et infliger des dommages à l'objet à un niveau sous-cutané. Une autre modification apportée par Octavius est l'ajout d'une toile améliorée qui ne se dissout pas, sauf s'il active l'agent de dissolution intégré dans la formule. Il a ensuite échangé ses anciens appareils de communications au poignet pour des armes spécialement prévues pour la lutte contre Venom.

## Pouvoirs
Spider-Man a un sens d'araignée ou spider-sens qui permet de détecter un danger imminent.

### Sens de l’araignée
Le sens de l'araignée permet à Spider-Man d'être dans le bon sens en toute situation, soit sa capacité à retourner l'espace ; même lorsqu'il descend le long de sa toile il est dans le bon sens.